# Sân bay Antonio Roldán Betancourt
Sân bay Antonio Roldán Betancourt (IATA: APO, ICAO: SKLC) là một sân bay ở Apartadó, Colombia. Sân bay này có 1 đường băng dài 2180 m bề mặt nhựa đường.

## Các hãng hàng không và các tuyến điểm
Hiện có các hãng hàng không sau đây đang hoạt động tại sân bay Antonio Roldán Betancourt:
- Aerolínea de Antioquia 
  - Medellín / Sân bay Olaya Herrera
- AIRES 
  - Medellín / Sân bay Olaya Herrera
- EasyFly 
  - Medellín / Sân bay Olaya Herrera
- SATENA  Lưu trữ ngày 15 tháng 6 năm 2006 tại Wayback Machine
  - Medellín / Sân bay Olaya Herrera